# Samuel Ruiz Fuertes
Samuel Ruiz Fuertes (Santander, 18 de septiembre de 1967) es un político español que desempeñó la función de delegado del Gobierno en Cantabria desde el 9 de enero de 2012 hasta el 16 de junio de 2018.

## Biografía
Dentro del Partido Popular de Cantabria ha sido presidente de Nuevas Generaciones (1995-2000), así como miembro de la Junta Directiva y Ejecutiva del partido donde fue Coordinador de Relaciones Institucionales y secretario ejecutivo de Nuevas Tecnologías, también ha sido miembro del consejo asesor de RTVE en Cantabria. Posteriormente formó parte del Comité Ejecutivo del PP de Cantabria dada su condición de delegado del Gobierno.
Entre 1999 y 2011 fue concejal de Juventud, Desarrollo Económico y Empleo en el Ayuntamiento de Santander, a partir de las elecciones municipales de 2011 ostentó el cargo de primer teniente de alcalde y concejal de Protección Ciudadana. El 30 de diciembre de 2011 fue nombrado delegado de Gobierno en Cantabria por el Consejo de Ministros y tomó posesión del cargo el 9 de enero, cargo que mantuvo hasta junio de 2018